# William Maclay
William Maclay (ur. 20 lipca 1737, zm. 16 kwietnia 1804) – amerykański prawnik i polityk ze stanu Massachusetts.
Został wybrany w pierwszych wyborach do Senatu Stanów Zjednoczonych, gdzie zasiadał od 4 marca 1789 do 3 marca 1791 reprezentując stan Pensylwania.